# Stop!! Hibari-kun!
Stop!! Hibari-kun! (яп. ストップ!! ひばりくん!, Sutoppu!! Hibari-kun!, укр. Стоп!! Хібарі-кун!) — японська серія манґи, написана та проілюстрована Хісаші Еґучі. Серіал виходив у журналі Weekly Shonen Jump видавництва Shueisha з жовтня 1981 року по листопад 1983 року, а глави були опубліковані у чотирьох томах танкобонів. Був адаптований у 35-серійний аніме-серіал студією Toei Animation, який транслювався на Fuji Television з травня 1983 року по січень 1984 року. Історія зосереджується на Косаку Сакамото, старшокласнику, який після смерті матері переїжджає жити до боса якудзи Ібарі Одзори та його чотирьох дітей — Цугумі, Цубаме, Хібарі та Судзуме. Косаку шокований, коли дізнається, що Хібарі, яка виглядає і поводиться як дівчинка, при народженні була приписана до чоловічої статі.
Еґучі хотів створити романтичну комедійну манґу, де головною жіночою героїнею є хлопчик-кросдресер, щоб висміяти цей жанр. Йому знадобилося більше часу, щоб намалювати глави порівняно зі своєю попередньою манґою, і в міру того, як серіалізація продовжувалася, йому було все важче підтримувати тижневий темп для глав. Зрештою він відмовився від серії після того, як головний редактор Weekly Shōnen Jump відмовив у його проханні випускати розділи кожні два тижні. З липня 2009 року по лютий 2010 року Shogakukan опублікував тритомну колекцію Stop!! Hibari-kun! Complete Edition, яка містить різноманітні редакції початково опублікованих розділів на додаток до нової обкладинки.
Stop!! Hibari-kun! було описано як досягнення запаморочливої реальності з Хібарі завдяки контрасту між дівочим зовнішнім виглядом і чоловічим внутрішнім світом. Серію хвалили за її загальний легкий і поп-літературний стиль, а делікатний стиль малювання Хібарі був описаний як настільки привабливий, що змушує читача забути про те, що це комедійна манґа. Однак жарти, пов'язані з персонажами якудза, були розкритиковані як екстремальні і вже не гумористичні в сучасному світі. Серіал також був описаний як такий, що доклав руку до прокладання шляху до явища J-pop.

## Сюжет
Stop!! Hibari-kun! розповідає про Косаку Сакамото, старшокласника, мати якого на смертному одрі каже йому жити з її другом і босом якудзи Ібарі Одзорою та його родиною в Токіо після її смерті. Хоча Косаку спочатку не впевнений у своїй ситуації, він відчуває полегшення, коли зустрічає чотирьох дітей Ібарі: Цугумі, Цубаме, Хібарі та Сузуме. Косаку приваблює Хібарі з самого початку, але він шокований, дізнавшись, що Хібарі, яка виглядає і поводиться як дівчинка, при народженні була призначена чоловіком — про це відомо лише в угрупованні Одзора та сім'ї Хібарі. Група з чотирьох дівчат на чолі з Каорі Ханадзоно починає підозрювати, що Хібарі може бути трансгендерною, але Цубаме займає місце Хібарі під час медогляду, фактично придушуючи будь-які підозри. Хібарі починає проявляти негайний інтерес до Косаку, тому, намагаючись дистанціюватися від неї, Косаку приєднується до боксерського клубу Академії Вакаба. Також у клубі є Макото Шиїна, якого приваблює Хібарі, і Рі Кавай, менеджерка клубу, яка подобається Косаку. Невдовзі Хібарі приєднується до клубу як друга менеджерка незадовго до того, як вони відправляться на тренувальний табір у Куджукурі наприкінці року.
На початку нового навчального року Хібарі запрошують приєднатися до дівочої волейбольної команди після того, як капітан команди, Джун Торі, бачить її спортивну доблесть. Хоча Хібарі відмовляється, Джун продовжує переслідувати дівчину, аж доки його не вражає надлюдська здатність Хібарі підбивати м'яч. Після того, як Каорі та її подруги намагаються зганьбити Хібарі під час уроку плавання, вони знову підозрюють, що вона може бути хлопцем, але Хібарі не дає їм жодних доказів під час літнього табору, який спонсорує школа. Після того, як Хібарі відмовляє популярному в школі Такуто Хонді, дівчина починає відкрито фліртувати з Косаку в школі. Шиїна розлютився на Косаку за те, що той завоював прихильність Хібарі, але після сварки Шиїна і Косаку зближуються як друзі, і Косаку запевняє його, що між ним і Хібарі нічого не відбувається.
Одного разу під час пробіжки Косаку допомагає дівчині на ім'я Саюрі Коенджі, яку переслідували троє хлопців з боксерського клубу старшої школи Кокурю, хоча Хібарі розбирається з ними раніше, ніж Косаку встигає щось зробити. Незважаючи на це, Саюрі миттєво закохується в Косаку і наймає детектива, щоб дізнатися про нього більше, що приводить її до розкриття таємниці Хібарі. Хібарі знову стикається з членами боксерського клубу Кокурю після того, як вони чіпляються до Цубаме на фестивалі. Боксерський клуб Кокурю викликає боксерський клуб Вакаба на кілька міжшкільних матчів, але це виявляється хитрістю, щоб отримати шанс напасти на Хібарі. Однак у справу втручається угруповання Одзора, яке дозволяє дівчині нокаутувати лідера боксерського клубу Кокурю. Саюрі переходить до класу Косаку і шантажує його, щоб він пішов з нею на побачення в обмін на нерозкриття таємниці Хібарі. Під час шкільного свята клас Косаку розігрує п'єсу «Сплячої красуні» з Косаку в ролі принца та Хібарі в ролі принцеси, кульмінацією якої є французький поцілунок Хібарі та Косаку на сцені. Ібарі погоджується доглядати за Ґекіджіро Тайґою, сином одного зі своїх близьких друзів, про якого Косаку зі здивуванням дізнається, що він трансчоловік.

## Персонажі
- Косаку Сакамото (яп. 坂本 耕作) — головний герой, родом з Кумамото. Чистий серцем старшокласник, який постійно відкидає залицяння Хібарі, але з часом починає відчувати, що потрапляє під її вплив. Косаку ставиться до Хібарі доброзичливо і допомагає зберігати її таємницю. Спочатку не вміючи битися, він приєднується до боксерського клубу Вакаба, щоб стати сильнішим, і йому це вдається впродовж усього серіалу.
- Хібарі Одзора (яп. 大空 ひばり) — головна героїня. Старшокласниця, яка при народженні мала чоловічу стать, але виглядає і поводиться як дівчинка, на превеликий жах Ібарі. Хібарі просить, щоб до неї зверталися як до доньки Ібарі, і висловила зацікавленість у тому, щоб у неї були груди. За словами Судзуме, вона стає більш жіночною після того, як Косаку починає жити в домі Одзори. Хібарі рано виявляє інтерес до Косаку і продовжує залицятися до нього протягом усього серіалу. Дівчина стає сміливішою, зокрема відкрито фліртує з Косаку в школі та цілує його. Хібарі надзвичайно спортивна та розумна, на додаток до того, що вона фізично сильна, незважаючи на відносно невелику статуру.
- Ібарі Одзора (яп. 大空 いばり) — бос угруповання Одзора, організації якудза. Ібарі вкрай засмучений звичною поведінкою Хібарі, частково через те, що вона — його єдиний претендент на успадкування угруповання Одзора. У нього слабке серце, і він часто страждає від серцевих нападів, які викликають у нього галюцинації у вигляді білих алігаторів, коли він надмірно збуджений або шокований чимось. Ібарі був закоханий у матір Косаку, але вона вийшла заміж за мисливця.
- Цугумі Одзора (яп. 大空 つぐみ) — старша донька, яка після смерті матері взяла на себе роль матері для своєї сім'ї. Вона кинула художню школу на другому курсі і стала професійною ілюстраторкою.
- Цубаме Одзора (яп. 大空 つばめ) — друга донька, вона на два роки старша за Хібарі. Як і її батько, Цубаме проти того, щоб Хібарі поводилася як дівчина, і постійно сердиться на неї за те, що вона носить її одяг, хоча Цубаме іноді теж носить одяг Хібарі. Цубаме та Хібарі майже ідентичні, за винятком кольору волосся та очей, і в певних випадках вони видають себе одна за одну.
- Судзуме Одзора (яп. 大空 すずめ) — наймолодша донька, учениця початкової школи. Вона боїться чоловіків з плоским обличчям.

## Медіа

### Манґа
Stop!! Hibari-kun! написаний та проілюстрований Хісаші Еґучі. Після завершення своєї манґи Hinomaru Gekijō (яп. ひのまる劇場) у 1981 році Еґучі хотів йти проти тогочасної думки про те, що в журналах сьонен-манґи панує золота ера романтичної комедійної манґи. У відповідь Еґучі подумав створити романтичну комедію, де головним жіночим персонажем є хлопчик, який перевдягається у жінку, і, роблячи це, висміювати жанр, розвиваючи його як антитезу романтичної комедії. Еґучі склав розкадровку для першого розділу приблизно за 30 хвилин у кафе і придумав назву Stop!! Hibari-kun! як відсилання до манґи Хісаші Секії Stop! Nii-chan (яп. ストップ! にいちゃん). Бажаючи підкреслити комізм такого персонажа, як Хібарі, Еґучі зрозумів, що чим милішим він зможе намалювати Хібарі, тим ефективнішими будуть жарти, тому він намагався намалювати Хібарі якомога симпатичнішою.
Еґучі часто поспішав, коли малював свою попередню манґу Susume!! Pirates (яп. すすめ!!パイレーツ), але починаючи зі Stop!! Hibari-kun!, він підвищив стандарти свого мистецтва і почав витрачати більше часу на малювання розділів. Крім того, Еґучі дуже уважно ставився до зовнішнього вигляду своїх рукописів, тому він ніколи не використовував біле забарвлення, щоб виправити будь-які помилки малюнків, оскільки йому не подобалося, як це виглядало. У міру того, як серіалізація продовжувалася, Еґучі ставало все важче підтримувати щотижневий темп для розділів, що спонукало його робити часті перерви, а пізніше він казав, що «малювати щотижня — це не те, що люди можуть робити». Крім того, тодішній головний редактор Weekly Shōnen Jump, Шіґео Нішімура, відмовив у його проханні випускати розділи раз на два тижні. Коли прийшов час намалювати те, що в кінцевому підсумку стане останнім серіалізованим розділом, Еґучі завершив розкадровку розділу, але подав лише близько двох третин розділу, залишивши останні п'ять сторінок. Після того, як він надав рукопис розділу, Еґучі втік до готелю та усамітнився на день, вийшовши лише після того, як Нішімура зателефонував йому, щоб сказати, що він не може більше мати з ним справу щотижня. У результаті Еґучі відмовився від серіалізації, а редакційний відділ вирішив припинити серіал.
Починаючи з 2009 року, Еґучі почав працювати з Shogakukan над випуском Stop!! Hibari-kun! Complete Edition, яка містить різноманітні редакції початково опублікованих розділів на додаток до нової обкладинки. Не бажаючи закінчувати видання раптовим кінцем, як він робив раніше, Еґучі знайшов розкадровку останнього розділу та використав її як основу, щоб заново намалювати останні п'ять сторінок, які він пропустив 27 років тому. Shogakukan публікувало видання в трьох томах з липня 2009 року по лютий 2010 року. Пізніше серія була перевидана в інших трьох томах з травня по липень 2012 року. У 2010 році Еґучі не виключав можливості колись намалювати продовження серіалу, але сказав, що це, ймовірно, не буде історія під назвою Stop!! Hibari-kun!.

### Аніме
35-серійна аніме-адаптація створена студією Toei Animation. Серіал транслювався з 20 травня 1983 року по 27 січня 1984 року на Fuji Television. Пізніше був випущений компанією Universal J у вигляді двох томів DVD-збірок з лютого по березень 2003 року. DVD бокс-сет був випущений TC Entertainment у вересні 2014 року.

## Сприйняття і спадщина
Психолог Тамакі Сайто описав Stop!! Hibari-kun! як досягнення «запаморочливої реальності» з Хібарі «шляхом протиставлення дівчачого екстер'єру чоловічому інтер'єру», і продовжив, що серіал можна розглядати як «продовження лінії модних збочень» персонажів, що переодягаються. Критик манґи Харуюкі Накано назвав Stop!! Hibari-kun! унікальною та видатною комедійною манґою за протиставлення Хібарі як хлопчика та спадкоємця організації якудза. Накано в основному пояснює цю вдалу комбінацію здатністю Еґучі малювати дівчат, які не тільки милі, але й мають гарний смак і сексуальну привабливість. Делікатний стиль малювання Хібарі був описаний як настільки привабливий, що змушує читача забути, що це комедійна манґа.
У статті для журналу Cyzo критик манґи Джямао написав, що через загальний легкий і поп-літературний стиль аніме, в якому перевдягання не викликає жодної непристойності чи аморальності, саме тому, на його думку, аніме змогло вийти в ефір у прайм-тайм. Джямао відзначає більш екстремальний характер жартів, пов'язаних з персонажами якудза, порівняно з жартами про переодягання, а також те, що деякі жарти, наприклад, пов'язані з наркотиками, сьогодні не були б смішними. Коментатор манґи Нобунаґа Мінамі похвалив Еґучі за те, що він був піонером у малюванні персонажів із відчуттям високої моди у Stop!! Hibari-kun!, який, за його словами, фактично змінив моду в сьонен-манзі від «символу» на «аксесуар». Також високо оцінюється увага Еґучі до деталей, як-от малюнок Косаку, одягненого в Chuck Taylor All-Stars, в одному розділі.
Серіал був описаний як «шипучий» іі такий, що допоміг прокласти шлях до феномену J-pop. Коли автор Tegami Bachi Хіроюкі Асада прочитав Stop!! Hibari-kun! у середній школі, він був захоплений його новою чуттєвістю, і мистецтво Еґучі також вплинуло на нього. За словами Еґучі, деякі люди, які прочитали Stop!! Hibari-kun!, під впливом цієї манґи почали цікавитися і займатися кросдресингом.